# Trust (1990)
Trust är en amerikansk-brittisk film från 1990.

## Handling
När Maria berättar att hon slutat skolan därför att hon är gravid dör fadern i en hjärtattack, modern förskjuter henne och pojkvännen överger henne.

## Om filmen
Filmen är inspelad i Lindenhurst, Smithtown och Suffolk County samtliga på Long Island, New York, USA.
Den hade världspremiär den 9 september 1990 vid Toronto International Film Festival och svensk premiär på Grand 1 den 18 september 1992, åldersgränsen är 15 år.

## Rollista (urval)
- Adrienne Shelly - Maria Coughlin
- Martin Donovan - Matthew Slaughter
- Merritt Nelson - Jean Coughlin
- John MacKay - Jim Slaughter
- Edie Falco - Peg Coughlin

## Musik i filmen
- Walk Away, skriven av Hub Moore, framförd av The Great Outdoors
- Mess With Me, skriven av Hub Moore, framförd av The Great Outdoors
- Ödessymfonin, skriven av Ludwig van Beethoven

## Utmärkelser
- 1991 - Filmfestivalen i Deauville - publikens pris
- 1991 - Sundance Film Festival - Waldo Salt Screenwriting Award
- 1991 - Internationella filmfestivalen i São Paulo - publikens pris